# Vomécourt-sur-Madon
Vomécourt-sur-Madon là một xã ở tỉnh Vosges, vùng Grand Est, Pháp. Xã này có diện tích 3,53 km² dân số năm 1999 là 73 người.
Người dân địa phương danh xưng tiếng Pháp là Vomécourtois.
Xã này có cự ly 9 km về phía bắc của Mirecourt, về phía nam của Pont-sur-Madon.

## Hành chính
| Danh sách các xã trưởng                |              |                     |      |         |
| Giai đoạn                              | Giai đoạn    | Tên                 | Đảng | Tư cách |
|                                        | tháng 3 2001 | Jean Maitre d'Hôtel |      |         |
| Tất cả các dữ liệu trước đây không rõ. |              |                     |      |         |

## Biến động dân số
| 1962                                         | 1968 | 1975 | 1982 | 1990 | 1999 |
| -------------------------------------------- | ---- | ---- | ---- | ---- | ---- |
| 54                                           | 50   | 41   | 54   | 69   | 73   |
| Số liệu từ năm 1962: Dân số không tính trùng |      |      |      |      |      |